# Улпиана
Улпиана и/или Юстиана Секунда е римски, а по-сетне след земетресението от 28 април 518 година, възстановен византийски град, разположен до Липлян, на 1,3 км. западно от манастира Грачаница. Градът се е намирал на средата на римския път свързващ Скупи и Найсос.

## Улпиана
Улпиана е главен град на римската провинция Дардания. Споменат е като /латински: "polis arhaia" (стар град)/ в „Географията“ на Страбон още в 1 век пр.н.е. През първите векове от нашата ера Улпиана процъфтявала, което е видно от споменаването ѝ като „urb splendidissma“, т.е. на латински славен град. Издържала многобройни нападения на варварите (хуни, готи), Улпиана е разрушена през 471 година от 3000 войни под предводителството на сина на остготския крал Теодорих (Теодорих Велики) Теодомир. Окончателен удар върху все още съществуващия стар римски град Улпиана нанася земетресението през 518 година.

## Юстиана Секунда
Градът е възстановен от византийския император Юстиниан I по името на когото е наименован Юстиана Секунда. По-сетне е епископски център (Липлян) на Охридската архиепископия. Античните и средновековни останки от града са частично проучени, като тук са открити множество базилики, римски мозайки, надгробни плочи, монети, керамика, оръжия, бижута и т.н.